# 蒙娜麗莎的微笑
《蒙娜麗莎的微笑》（英語：Mona Lisa Smile）是一部2003年的美國勵志電影，由米克·紐維執導，勞倫斯·康納和麥克·洛辛夏爾編劇，茱莉娅·罗伯茨、克斯汀·鄧斯特、瑪姬·吉倫荷及茱莉亞·史緹爾等主演。片名不但是指達文西的油畫《蒙娜麗莎》，亦是納·京·高爾一首歌曲的名字。
電影以1950年代的美國為背景，講述一個任教於一間著名私立女子文理學院的美術史教授如何透過藝術啟發一班上流社會出身的學生去獨立思考，而學生亦同樣改變了教授的一些價值觀。

## 劇情
1953年，Katherine Watson（茱莉娅·罗伯茨 飾演）是洛杉磯加利福尼亞大學的研究生，在等博士論文通過時，決定離開留在洛杉磯的男友（約翰·斯萊特利 飾演），到歷史悠久的衛斯理学院當代課教授。很不幸，她在第一天授課就被幼受庭訓的學生難倒，而她所準備的講義亦完全用不上，最後Watson決定帶學生走出校園，去不同的地方欣賞現代美術，包括杰克逊·波洛克的畫。相處下來，Watson發現學生雖然知識豐富，但卻沒甚麼主見，每天只是想著如何找個好丈夫，讓畢業後可以相夫教子。Watson終於意識到她需要教學生的不是知識，而是如何獨立，讓她們聰明的腦袋能有發揮作用的機會。
雖說女性解放運動在1970年代才發生，比電影中的事件晚了二十年，但Watson相信女性應獨立自主，其實和女性主義的信念有相當多不謀而合的地方。

## 演員
- 茱莉娅·罗伯茨 飾演 Katherine Ann Watson
- 克斯汀·鄧斯特 飾演 Elizabeth "Betty" Warren (Jones)
- 茱莉亞·史緹爾 飾演 Joan Brandwyn (Donegal)
- 瑪姬·吉倫荷 飾演 Giselle Levy
- 茱麗葉·史蒂芬森（英语：Juliet Stevenson） 飾演 Amanda Armstrong
- 多米尼克·韋斯特 飾演 Bill Dunbar
- 珍妮佛·古德溫 飾演 Constance "Connie" Baker
- 陶佛·葛瑞斯 飾演 Tommy Donegal
- 約翰·斯萊特利 飾演 Paul Moore
- 馬西雅·蓋·哈登 飾演 Nancy Abbey
- 喬丹·布里奇斯 飾演 Spencer Jones
- 瑪莉安·薩德斯（英语：Marian Seldes） 飾演 President Jocelyn Carr
- 泰倫斯·里格比（英语：Terence Rigby） 飾演 Dr. Edward Staunton
- 勞拉·阿倫（英语：Laura Allen） 飾演 Susan Delacorte
- 艾邦·摩斯-貝克許 飾演 Charlie Stewart
- 多莉·艾莫絲 飾演 婚禮上的歌手
- 埃米莉·鮑爾（英语：Emily Bauer） 飾演 美術史課學生
- 麗莎·羅勃茲·吉蘭（英语：Lisa Roberts Gillan） 飾演 Miss Albini
- 安妮卡·馬克斯（英语：Annika Marks） 飾演 美術史課學生
- 莉莉·拉貝（英语：Lily Rabe） 飾演 美術史課學生
- 克萊斯汀·瑞特 飾演 學生

## 外部連結
- 互联网电影数据库（IMDb）上《蒙娜麗莎的微笑》的资料（英文）
- 爛番茄上《蒙娜麗莎的微笑》的資料（英文）
- Julia Roberts interview for Mona Lisa Smile
- "Role of the pioneering individual" in Mona Lisa Smile （页面存档备份，存于） on Humanscience wikia